# Mary Cassatt
Mary Stevenson Cassatt  (n. 22 mai 1844, Allegheny⁠(d), Comitatul Allegheny, Pennsylvania, SUA – d. 14 iunie 1926, Le Mesnil-Théribus, Picardie⁠(d), Franța) a fost o pictoriță americană, care  a reprezentat în pictură ceea ce cunoștea cel mai bine: viața confortabilă și tihnită a femeilor burgheze de la finalul secolului al XIX-lea. Americană de origine, Cassatt a locuit 60 de ani în Franța, sprijinind primul mare curent al artei moderne, impresionismul.

## Biografie

### Viața timpurie
Mary Cassatt s-a născut în Allegheny City (acum face parte din statul Pittsburg), Pennsylvania, părinții ei fiind Katherine Kelso Johnston și Robert Simpson Cassatt (de profesie bancher), tatăl având origini franceze. A crescut în Philadelphia, fiind cea mai mică fată dintre cei cinci copii. Familia Cassatt aparținea micii burghezii americane. La vârsta de șapte ani, Cassatt s-a mutat împreună cu rudele sale la Paris și apoi în Germania, unde au locuit până în 1855. În acel an a decedat cel mai mic dintre copii, Robert, fiind bolnav de cancer osos. Astfel familia a fost nevoită să se întoarcă în Statele Unite, stabilizându-se din nou în Philadelphia.
În 1861 s-a înscris la Academia de Arte Frumoase din Pennsylvania, una din principalele școli de acest gen din Statele Unite. Pentru a avea lucrări expuse în mod constant în galeriile naționale și internaționale, conducerea acestei instituții trimitea studenții săi la studii în străinătate. Astfel, Cassatt le-a prezentat părinților săi ideea de a învăța în Paris. La început, aceștia au refuzat, dar ulterior s-au răzgândit. În capitala franceză, ea a luat lecții private de la pictorul și academicianul Jean-Léon Gérôme, copiind lucrările mentorului său și schițând.  În 1868, lucrarea Cântăreață la mandolină a fost prezentată în cadrul Salonului de la Paris.. După aceea, ea a început să apară cu regularitate în aceste Saloane.
Izbucnirea războiului franco-prusac în 1870 a determinat sfârșitul studiilor sale, Cassatt intorcându-se în Statele Unite, unde a locuit cu familia sa în Altoona. Tatăl nu era de acord cu meseria fiicei ei, finanțându-i traiul zilnic, dar nu și instrumentele necesare pentru pictură. A expus două opere la galeria din New York, dar niciuna nu a fost achiziționată. A luat în considerare și opțiunea de a renunța la artă pentru că dorea să fie independentă. A călătorit în Chicago pentru a expune acolo, dar a pierdut unele din lucrările sale în incediul din 8 octombrie 1871 izbucnit în acel oraș.
Cassatt s-a intors in Europa in 1871. Ea a petrecut opt luni în Panama, Italia studiind operele lui Correggio și cele ale lui Parmigianino (Arhiepiscopia a finanțat această călătorie) și a lucrat sub îndrumarea lui Carlo Raimondi, directorul departamentului de gravuri de la Academia din Parma. Pictura Două femei aruncând flori în timpul carnavalului a fost expusă la Salon în 1872 și a fost vândută, atrăgând astfel atenția comunității artistice din localitatea italiană: „Tot orașul vorbește despre domnișoara Cassatt și despre pictura sa, iar toată lumea este nerăndătoare s-o cunoscă”. În 1873, a vizitat Spania, Belgia și Olanda pentru a observa și copia lucrările lui Diego Velázquez, Rubens și Frans Hals. În iunie 1874 s-a domiciliat în Paris, însă după scurtă vreme s-a mutat într-o zonă rurală de lângă capitala franceză împreună cu o cunoștință din Statele Unite, Eliza Haldeman. Aici ele au studiat sub îndrumarea pictorului de gen Charles Chaplin și a pictorului istoric Thomas Couture și au început să facă schițe cu peisaje.

### Perioada impresionistă

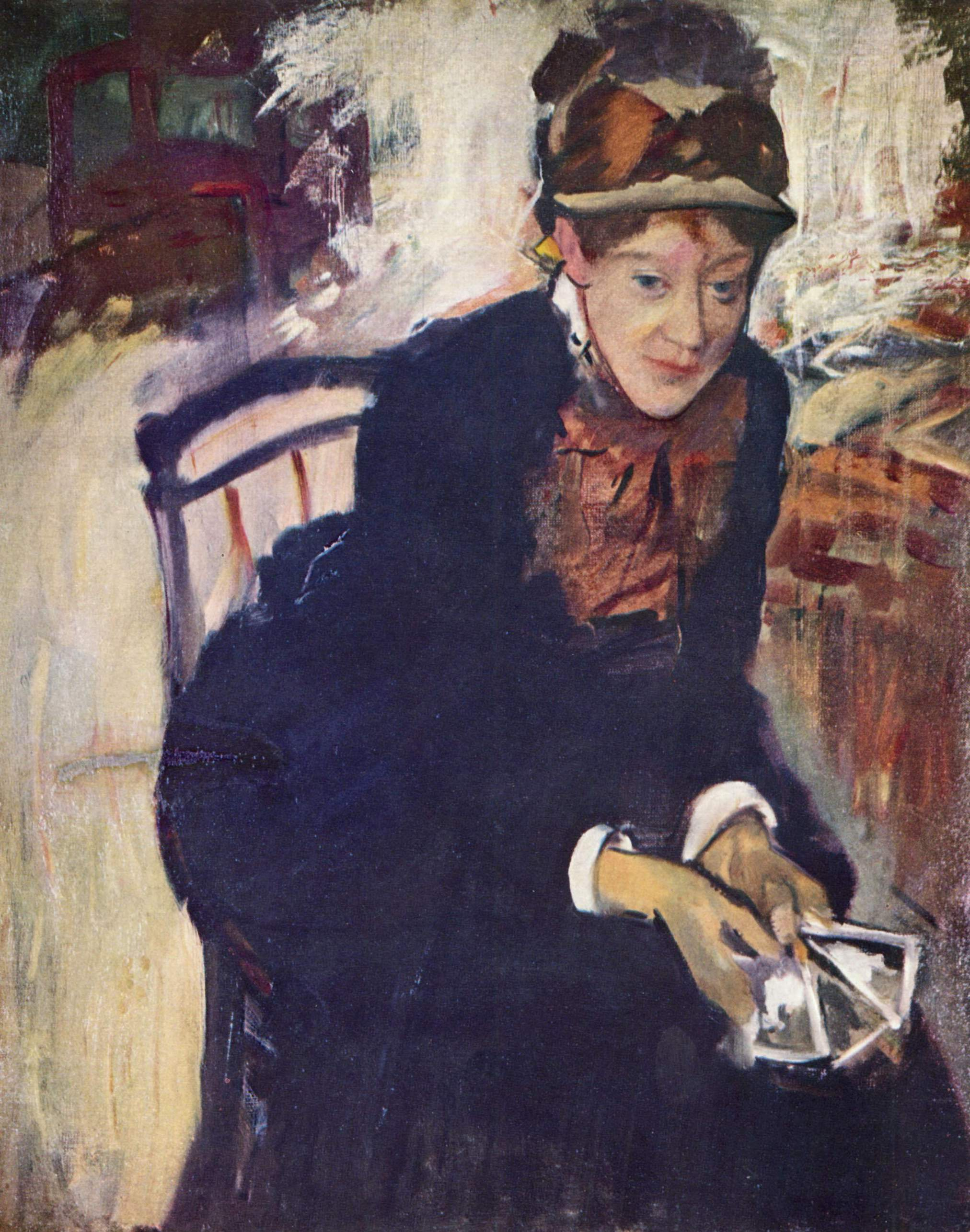
Domnișoara Cassatt ținând cărțile de Degas.

Lucrările sale au fost respinse de Saloanele pariziene în 1875 și 1877, Cassatt afirmând că o femeie poate expune acolo doar dacă are cunoștințe în juriu. În 1877 s-au mutat cu ea și părinții împreună cu sora Lydia.. În același an îl întâlnește pe Edgar Degas ce o introduce într-un cerc de artiști noi, care va fi mai târziu cunoscut sub numele de „impresioniști”. După insuccesul de la Saloane, Degas a invitat-o să expună împreună cu grupul lui: „Majoritatea femeilor pictează ca și cum ar aranja pălării. Însă nu e cazul tău.” După scurt timp, cei doi au început o relație ce a durat aproape patruzeci de ani. Alături de Degas și de restul impresioniștilor, Cassatt a participat la expozițiile din 1879, 1880, 1881 și 1886, refuzând ca lucrările sale să apară în 1882, deoarece Degas nu a dorit să expună. Aceștia au avut parte de critici negative din partea comunității artistice. Henry Bacon a declarat că impresioniștii sunt „suferinzi de o boală a ochilor necunoscută până acum”. Totuși, ei au beneficiat de succes în Saloane, cea mai importantă expoziție a lor fiind cea din 1979, în ciudat faptului că nu au fost prezente lucrări pictate de Renoir, Sisley, Manet și Cézanne. Datorită eforturilor lui Gustave Caillebotte, care a organizat și supravegheat totul, grupul a obținut profit bun și a vândut multe opere, deși au existat critici negative. Revista Revue des Deux Mondes a scris că „Domnul Degas și domnișoara Cassatt, fără îndoială singurii artiști ce se disting... și care oferă puțină atracție și puțină scuză pretențioasei prezentării de mâzgălituri infantile”. A participat și la următoarele expoziții impresioniste, fiind un membru activ al grupului până în 1886.
Cassatt a intrat apoi in afaceri cu Paul Durand-Ruel, în a cârei galerie a expus singură pentru prima dată.
Amica ei, Louisine Elder s-a măritat cu Harry Havemeyer în 1883 și, având-o pe Cassatt ca sfătuitoare, cuplul a început să achiziționeze picturi impresioniste la o scală mare, o mare parte din colecția lor fiind acum expusă la Muzeul Metropolitan de Arte din New York. Artista a început să realizeze numeroase portrete ale membrilor familiei sale în această perioadă, Portretul lui Alexander Cassatt și al fiului său, Robert Kelso (1885) fiind unul dintre cele mai apreciate. Opera lui Cassatt a fost întreruptă de grija pe care o purta familiei sale. Mama ei era grav bolnavă, iar în 1822, sora ei (Lydia) a decedat; din acest motiv Cassatt nu a mai expus numic până la Expoziția Impresioniștilor din 1866.

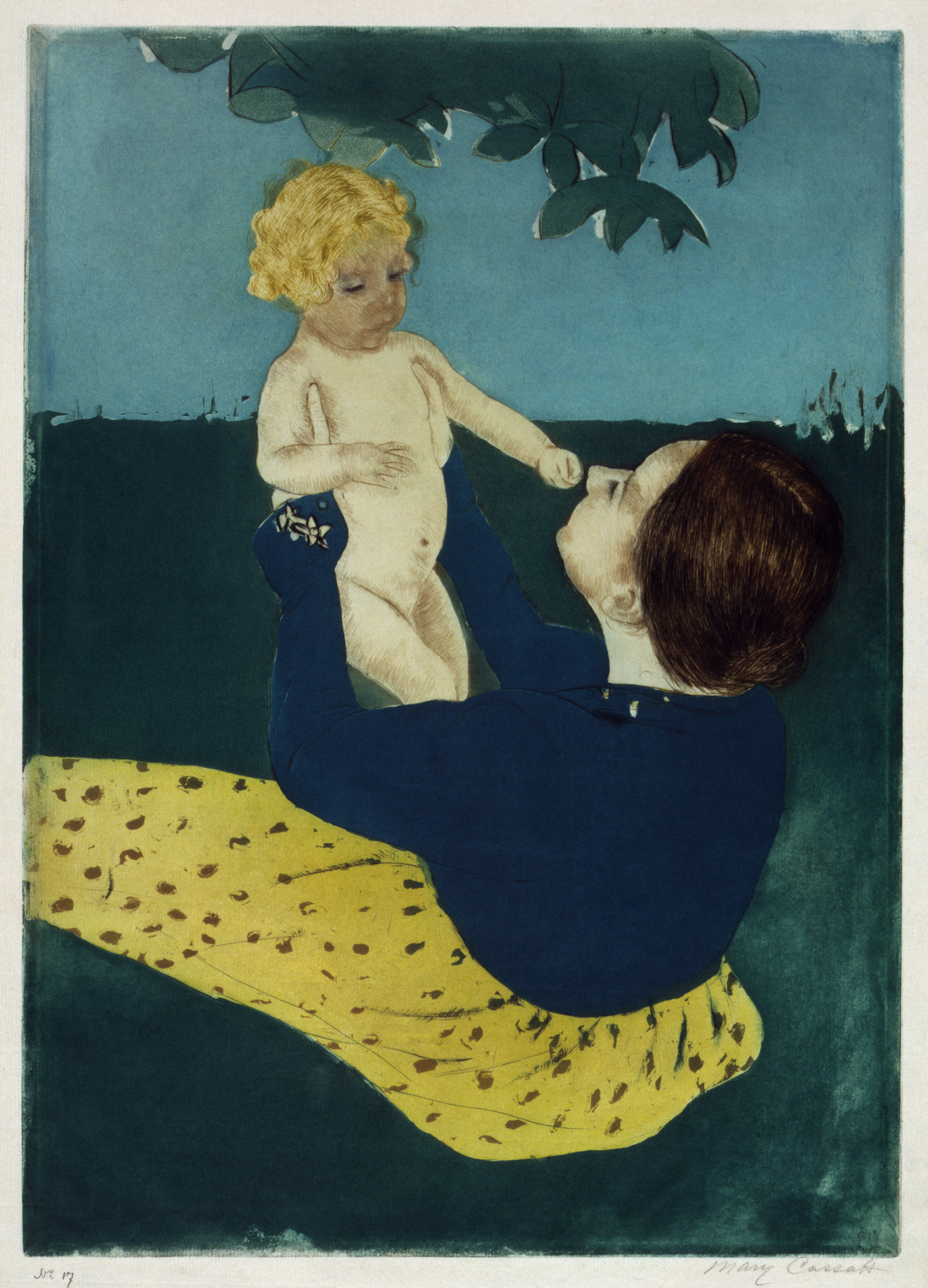
Sub castan (1898)

### Noi orientări artistice și moartea
Sfârșitul perioadei impresioniste nu a fost un impediment pentru artista plastică, aceasta începând să experimenteze gravurile, inspirată fiind de o expoziție organizată la Beaux Arts, Paris, unde erau prezentate 725 de gravuri japoneze semnate de Utamaro, Hiroshige și alții. Gravurile lui Cassatt ilustrează in extremis procesul de emancipare a femeii, fiind la acea vreme în vizorul criticilor de genul masculin, dar a încurajat creatoarele femei din deceniile următoare. Unele din aceste creații reprezentau portrete ale unor rude, prieteni sau clienți, ulterior ea utilizând modele profesioniste în operele sale, unele dintre ele fiind inspirate de tema renascentistă italiană, Madona și copilul. În 1891, ea a expus o serie de gravuri acquatinta intens colorate, inclusiv Femeie îmbăindu-se și Coafura, inspirate de colecțiile japoneze prezentate la Paris anul precedent. A. Breeskin de la Institutul Smithsonian notează că aceste lucrări „reprezintă cea mai originală contribuție [a lui Cassatt]... adăugând un nou capitol în istoria artei grafice... din punct de vedere al tehnicii, aceste gravuri colorate nu au fost surclasate niciodată.”

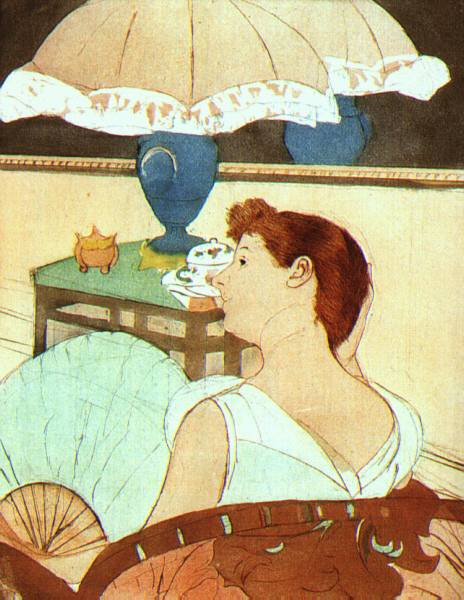
Lampa (1891)

Anii 1890 au fost cei mai ocupați și cei mai creativi din cariera artistei, devenind un model de urmat pentru tinerele pictorițe americane (printre care și Lucy A. Bacon) ce i-au urmat sfaturile. Deși grupul impresioniștilor se dezmembrase, Cassatt mai ținea legătura cu unii dintre foștii membrii, cum ar fi Renoir, Monet și Pissarro. În această perioadă, ea a fost consultant la mulți colecționari importanți de artă pe care i-a convins să doneze achizițiile lor muzeelor americane. Ca o recunoaștere a meritelor sale în artă, Franța a recompensat-o pe Cassatt cu Legiunea de onoare în 1904. Deși a sfătuit numeroși colecționari americani, operele sale nu au beneficiat de același succes în Statele Unite pe care l-a avut în Europa. Nici în rândul membrilor familiei sale nu a avut parte de recunoaștere și a fost eclipsată de fratele ei, Alexander. Acesta a fost președinte la Pennsylvania Railroad din 1899 până la moartea sa, în 1906. În operele sale din anii 1900, Cassatt a acordat o importanță mai mare sentimentelor; lucrările sale au fost de succes atât în rândul criticilor, cât și la public, însă ea a fost reticentă la mișcările nou apărute, cum ar fi postimpresionismul, cubismul sau fauvismul.
O excursie în Egipt în 1910 a impresionat-o pe Cassatt, aceasta admirând arta străveche; călătoria a determinat o criză de inspirație din cauza oboselii acumulate, pictorița declarându-se „strivită de această artă”, spunând: „am luptat împotriva ei, dar a câștigat, e cu siguranță cea mai măreață arta pe care trecutul ne-a lăsat-o”. În 1911 a fost diagnosticată cu diabet, reumatism, nevralgie și cataractă, iar în 1914 a fost nevoită să se oprească din pictat. Totuși, ea a prezentat optsprezece lucrări la o expoziție organizată cu scopul de a susține dreptul de vot al femeilor. A murit pe 14 iunie 1926 la Château de Beaufresne, lângă Paris și a fost înmormântată la Le Mesnil-Théribus, în Franța.

## Opera
Expunând alături de impresioniști, Mary Cassatt a apreciat în primul rând desenul și compoziția. Deși nu s-a căsătorit niciodată, s-a dedicat portretizării maternității. Preocupările sale au fost ample, atât pe plan stilistic, cât și pe plan psihologic. Fiind o bună cunoscătoare a artei vechilor maeștri, Cassatt a încercat să creeze o artă nouă, modernă în care să transpună experiența complexă a femeii moderne.

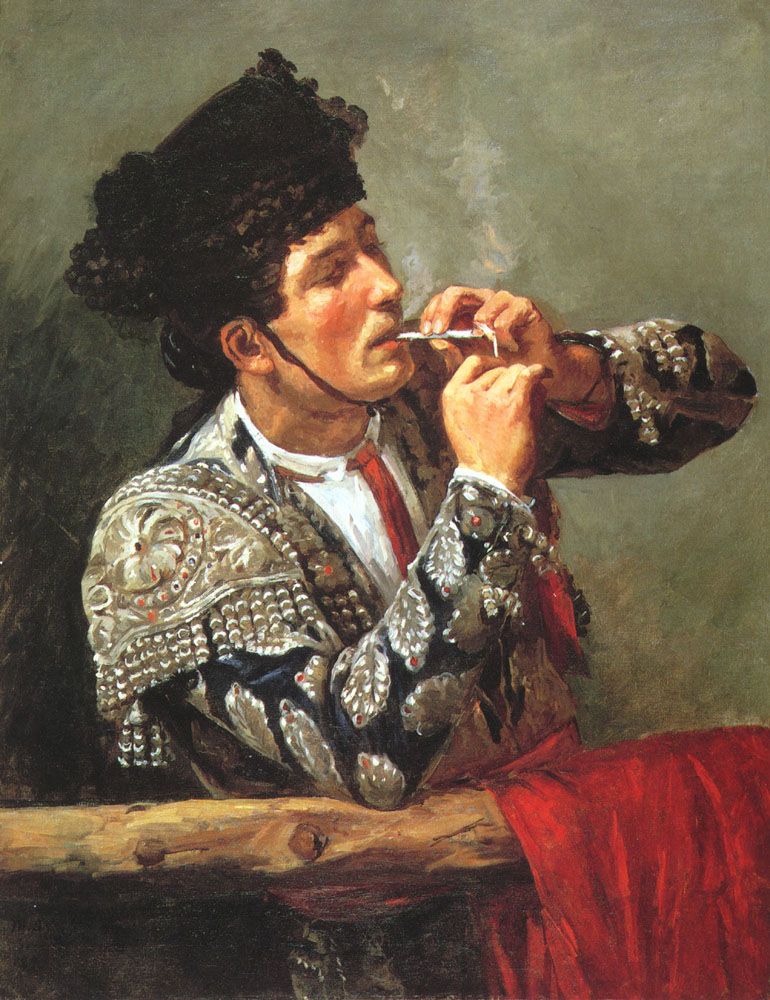
Toreadorul, 1873, Art Institute of Chicago
Fetiţa în fotoliu albastru, 1878, National Gallery of Art, Washington D.C.
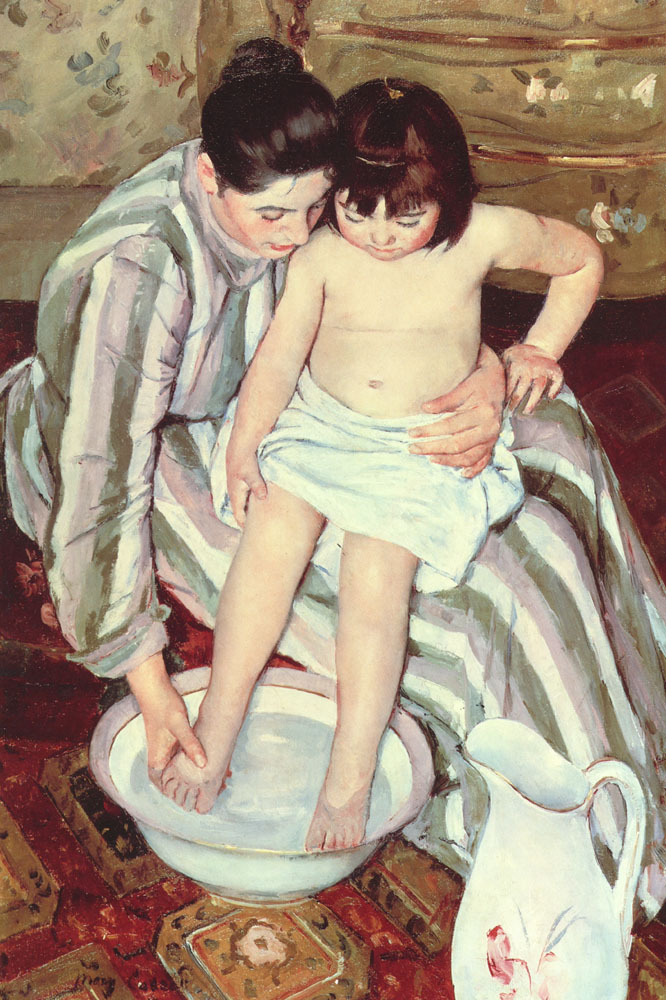
La baie circa 1891-1892, Art Institute of Chicago
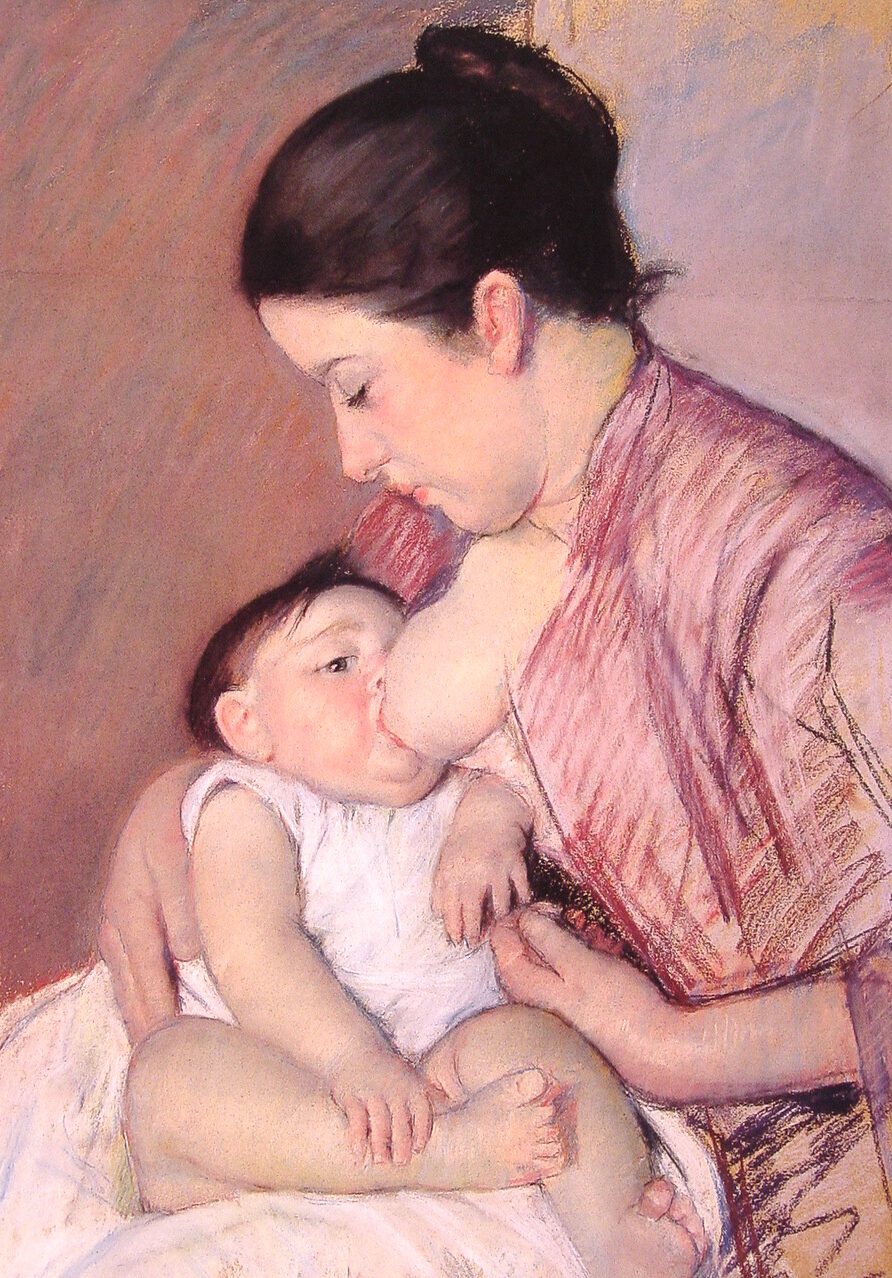
Maternitate (1890)
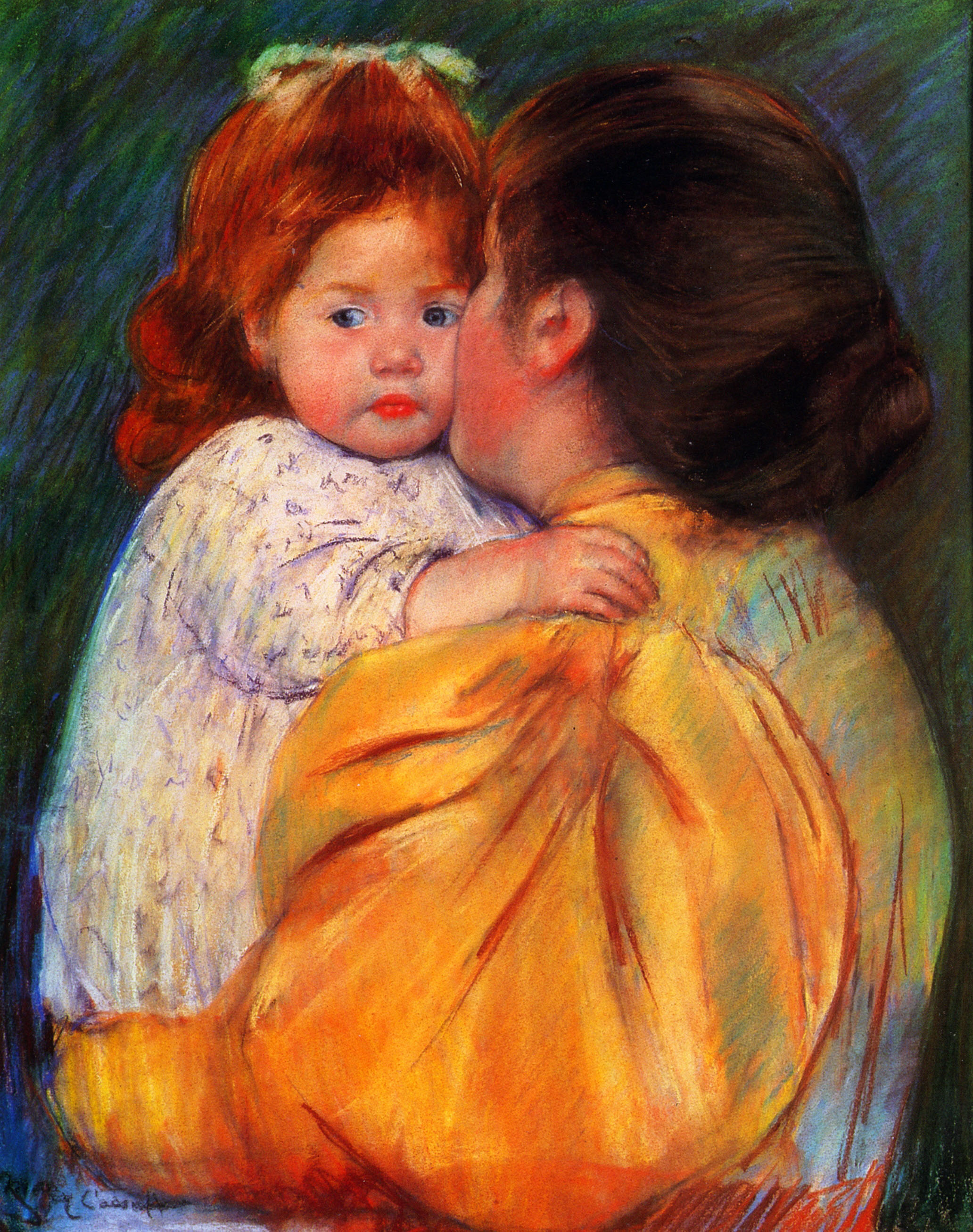
Sărutul mamei (1896)
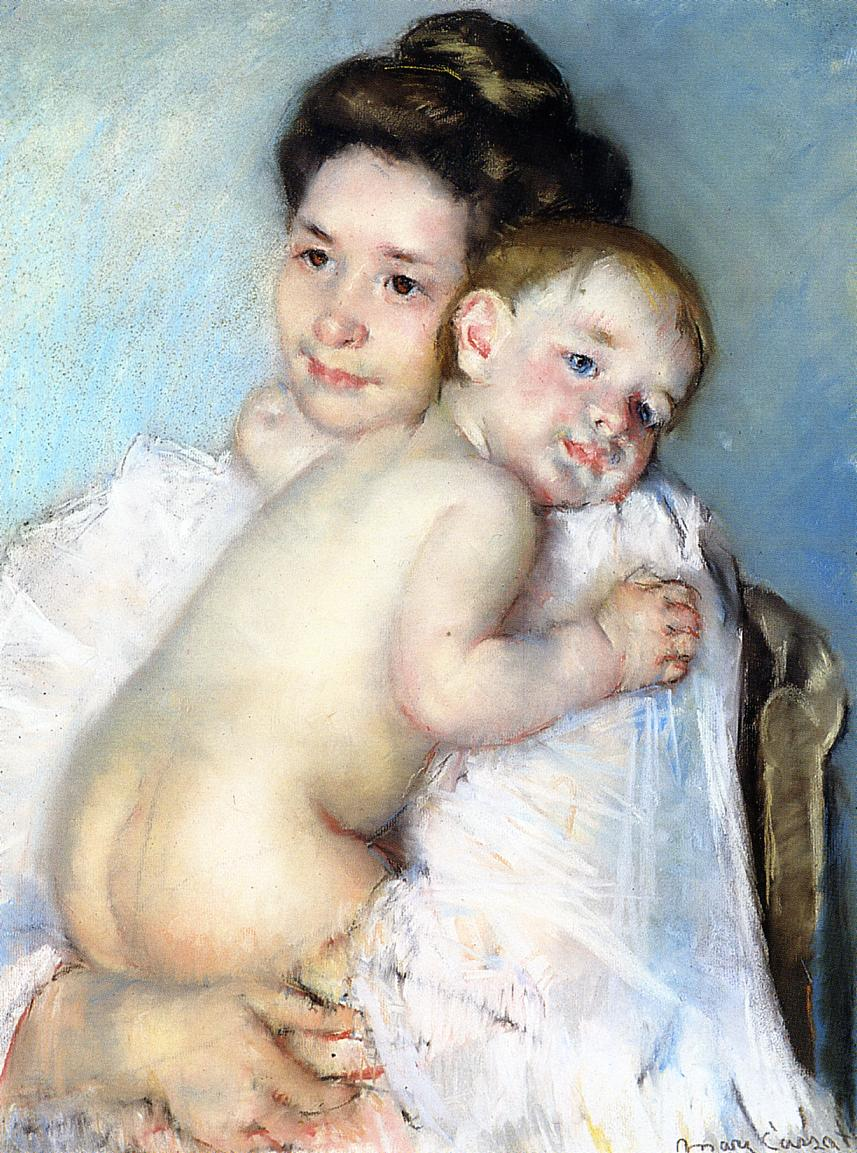
Mamă tânără (c. 1900)
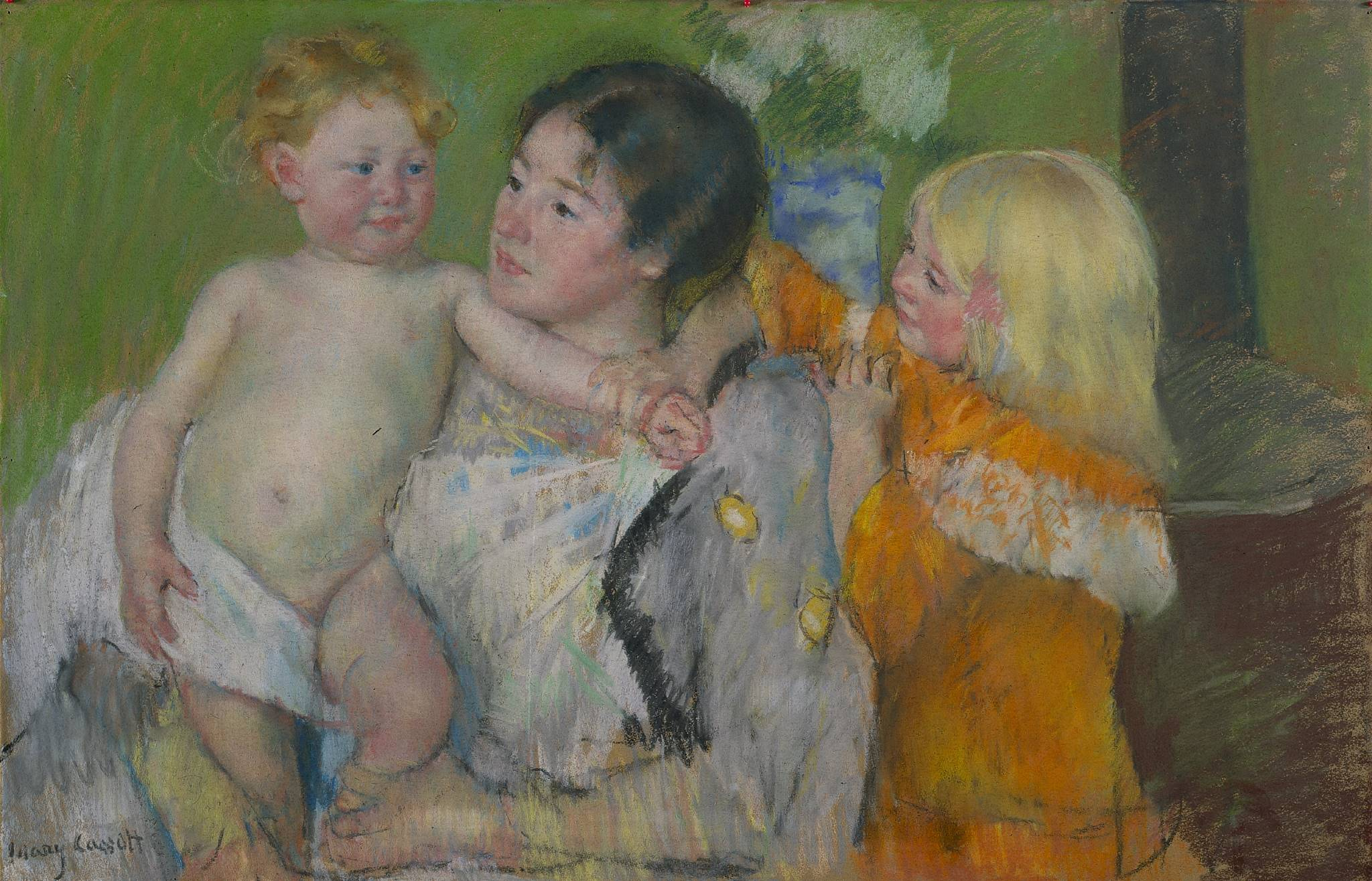
După baie (1901)
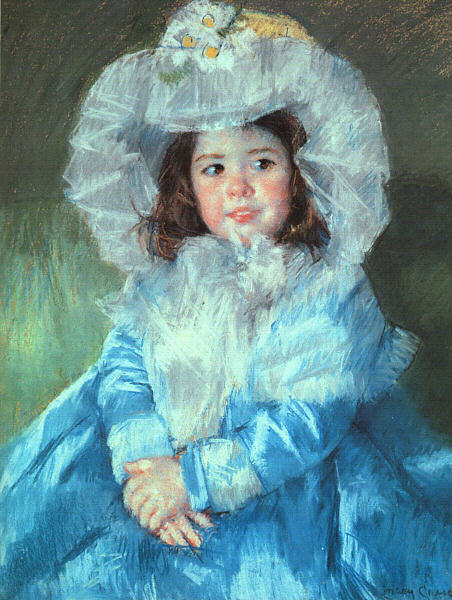
Mary Margot în blue (1902)